# Musée national de la Marine

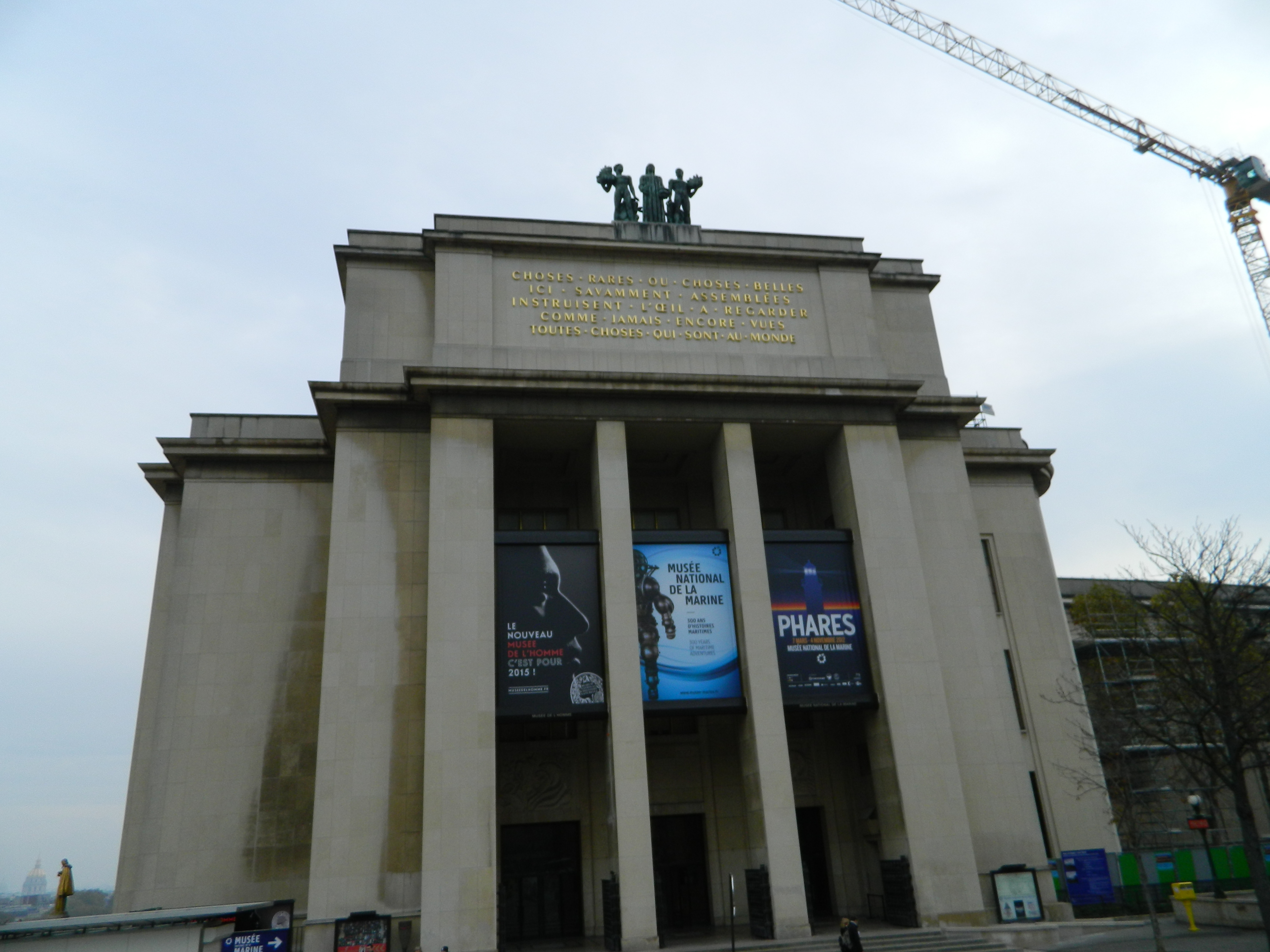
Paris Palais Chaillot Musée national de la Marine Entrance

Das Musée national de la Marine ist ein Marinemuseum mit Hauptsitz in Paris. Es wurde am 27. Dezember 1827 gegründet und befindet sich gegenwärtig im Palais de Chaillot. Zu den Herzstücken zählt die Sammlung von Henri Louis Duhamel du Monceau aus dem Jahre 1748.
Seine Nebenstellen sind:
- Marinemuseum Brest
- Marinemuseum Port-Louis
- Marinemuseum Rochefort
- Marinemuseum Toulon

## Lage
- Palais de Chaillot; 17, place du Trocadéro; 75116 Paris